# Las Flores (condado de Tehama)
Las Flores es un lugar designado por el censo ubicado en el condado de Tehama en el estado estadounidense de California. En el año 2010 tenía una población de 187 habitantes.

## Geografía
Las Flores se encuentra ubicado en las coordenadas 40°4′19″N 122°9′28″O / 40.07194, -122.15778.